# Il primo quarto di luna
Il primo quarto di luna è un romanzo di Giovanni Arpino, pubblicato nel 1976.

## Trama
Un giovane tassista, la madre portinaia appassionata di tarocchi, lo zio Nino fervido conoscitore della biografia di Garibaldi ed il pappagallo Gioachino.
La routine di Saverio Piumatti viene interrotta una mattina quando “un’ombra di losca malinconia” sul volto lo convince a non alzarsi mai più.
Inizia così la sua parabola onirica, che lo porta ad abbandonare la strada segnata da altri per lui e a dirigersi verso un altro stile di vita.